# Nicolaas Hoogvliet

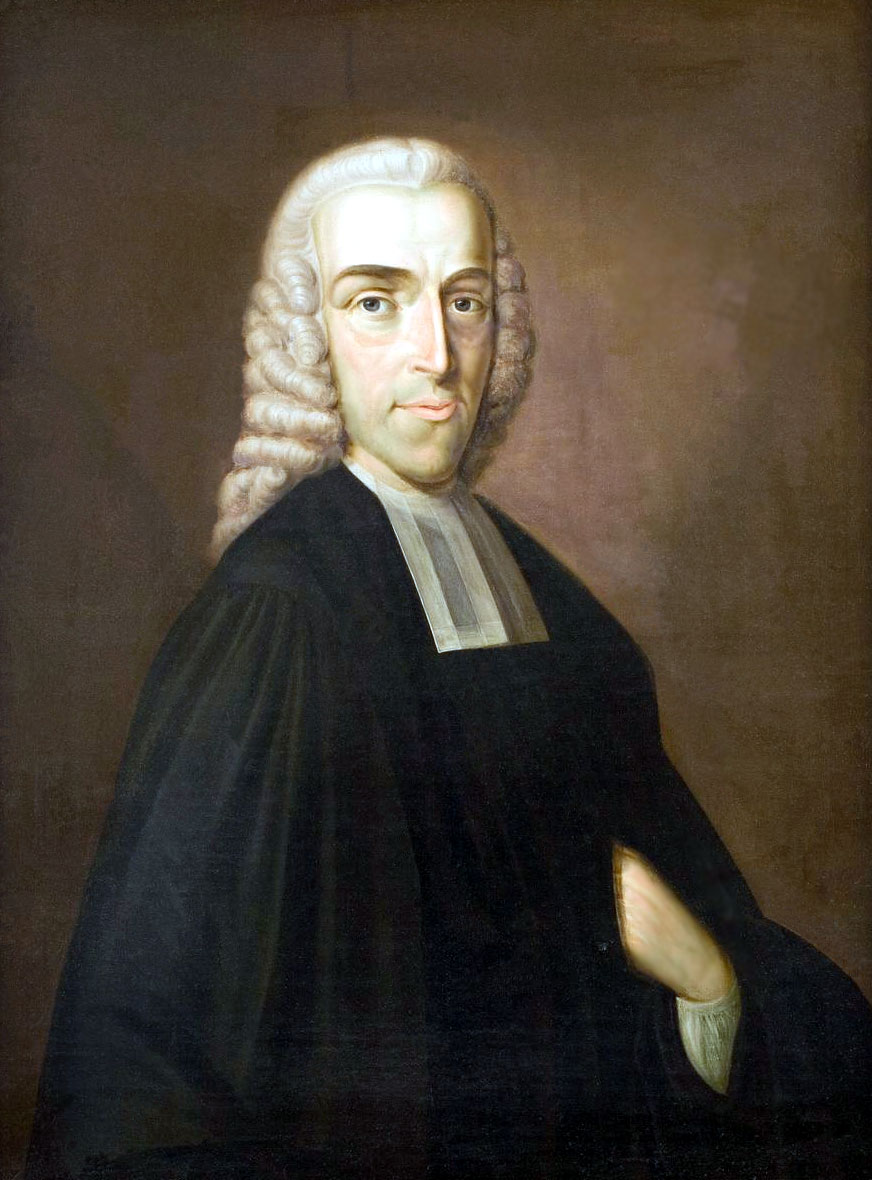
Nicolaas Hoogvliet

Nicolaas Hoogvliet auch: Nicolaus Hoogvlied (* 16. September 1729 in Delft; † 29. April 1777 in Leiden) war ein niederländischer reformierter Theologe.

## Leben
Hoogvlied studierte ab 13. September 1746 an der Universität Groningen und ab 18. September 1748 unter Johann van den Honert an der Universität Leiden Theologie. Am 14. Juni 1751 wurde er unter die Kandidaten des Predigtamtes von Delft und Delftland aufgenommen. Nachdem er am 6. März 1753 sein theologisches Examen bestanden hatte, wurde er am 1. April 1753 Pfarrer in Leiderdorp, am 13. Juni 1756 Gasthausprediger in Delft und am 30. Oktober 1757 Pfarrer in Leiden. Am 27. August 1770 beriefen ihn die Kuratoren der Universität Leiden zum Professor der Theologie. Am 23. November 1770 wurde ihm vom Senat der Hochschule die Ehrendoktorwürde der Theologie übertragen.
Seinen Lehrstuhl übernahm er im selben Jahr am 17. Dezember mit der Rede Oratio inauguralis de orotoris sacri in refutandis divinae revelationis contemtoribus prudentia (...) (Leiden 1771). Als Lehrkraft in Leiden beteiligte er sich auch an den organisatorischen Aufgaben der Hochschule und war 1776/77 Rektor der Alma Mater. Diese Aufgabe legte er mit der Rede Oratio de Latione Legis publica, non unico revelatae Religionis documento (...) (Leiden 1777) nieder. Er hatte mitgewirkt an dem Werk von Nicolaes Hinlópen, Historie van de Nederlandsche Overzettinge des Bijbels (frei übersetzt: Geschichte von der niederländischen Übersetzung der Bibel).
Er war mit Anna Elisabeth Tatum verheiratet. Aus der Ehe stammten vier Töchter und ein Sohn. Frans Cornelis Arnold Hoogvliet war sein Urenkel. Sein Sohn Frans Cornelis Hoogvliet (* 25. März 1757 in Delft; † 8. Dezember 1803 in Schiedam) wurde ebenfalls Pfarrer.